# ダニエル・ムココ・サンバ
ダニエル・ムココ・サンバ（Daniel MUKOKO Samba）は、コンゴ民主共和国の政治家、経済学者。予算大臣や、副首相を経て、運輸港湾公社総裁。

## 人物・経歴
コンゴ民主共和国ムバンザ・ヌグング生まれ。1983年キンシャサ大学経済学部卒業、経済学士。1990年大分大学大学院経済学研究科修了、経済学修士。1993年筑波大学社会工学系大学院修了、博士 (都市・地域計画）。キンシャサ大学教授、コンゴ大学教授、愛知教育大学教授等を経て、2009年から2012年まで予算大臣を、2012年から2014年まで副首相を務めた。退任後は、運輸港湾公社（旧オナトラ）の総裁や、キンシャサ大学教授を務めた。